# Miti Mirefu
Miti Mirefu (auch Mitimirefu) ist ein Verwaltungsbezirk (Ward) des Distrikts Siha in der tansanischen Region Kilimandscharo.

## Geografie
Miti Mirefu liegt im Nordosten von Tansania westlich vom Kilimandscharo. Der Bezirk grenzt im Nordwesten und im Norden an Tingatinga des Distrikts Longido, im Osten an Ndumeti und Ngarenairobi, im Süden an Gararagua und Karansi und im Westen an Ngabobo. Bei der Volkszählung 2022 lebten 1989 Menschen in 574 Haushalten auf einer Fläche von 148 Quadratkilometern.

## Gliederung
Der Bezirk besteht aus zwei Gemeinden (Mtaa) mit sechs Orten (Kitongoji):
| Miti Mirefu - Mabanzini - Songambele - Miti Mirefu | Kali Maji - Kalimaji - Bondeni - Birikata |

## Wirtschaft und Infrastruktur
- Bildung: Im Bezirk gibt es keine weiterführende Schule.[7]
- Gesundheit: In der Gemeinde Miti Mirefu liegt eine staatliche Apotheke.[8]